# Ignasi Macaya Salvadó-Prim
Ignasi Macaya Salvadó-Prim (1900-1987) fou un directiu de golf.
De jove havia destacat com a pilot de motos i cotxes —va mantenir durant 29 anys el rècord automobilístic entre Barcelona i Madrid juntament amb Miquel Soler Pantaleoni—, havia fet regates de rem en el Reial Club Marítim de Barcelona i havia estat vocal del Barcelona Lawn Tennis Club. Quan el 1968 va arribar a la presidència de la de la Federació Catalana de Golf, ja era el màxim responsable del golf català des de 1947 com a president de la delegació regional de la Federació Espanyola a Catalunya i president de la Federació Catalano-Balear. Tretze anys després de deixar la presidència de la Federació Catalana va ser nomenat el seu president d'honor. També va ser president del Club de Golf Terramar de Sitges, el qual dirigí en dues etapes (1944-50 i 1976-83). El Golf Terramar li dedicà un torneig amb el seu nom. La Federació Espanyola de Golf li atorgà la medalla al mèrit en golf (1970).